# Европейска лиственица
Европейската лиственица (Larix decidua) е иглолистен вид от семейство Борови (Pinaceae). Вирее в Алпите и Карпатите между 1400 и 2400 m надморска височина. Живее по над 500 г. Характерно за нея е, че е единственото иглолистно дърво в Европа, на което през есента игличките пожълтяват, а през зимата подобно на широколистните дървета окапват. Дървесината на европейската лиственица не гние и заради това се използва за направа на покриви и водосточни тръби. В алпийските села, заобиколени от тези дървета, по традиция всички покриви на къщите и плевните се правят от този материал.

## Природозащитен статут
- Червен списък на световнозастрашените видове (IUCN Red List) – Незастрашен вид (Lower Risk Least Concern LR/lc) [2]